# Лесник
Лесникът (Лесий, на руски: леший) е горски дух, свръхестествено същество от славянските предания и руските народни приказки. Обитава затънтени горски кътища и запустели места. Според народните вярвания живее в гората само през топлите дни на годината. На св. Ерофей (17 октомври) лесникът се крие под земята, където прекарва зимата, но преди това вдига бури, чупи дървета, разгонва зверовете по бърлогите им и свирепства. Според полските поверия, лесникът обича да седи на стари сухи дървета, като приема образ на сова. Затова селяните се боят да секат такива дървета. Според руското поверие, лесникът обитава не по клоните, а хралупите на старите дървета.
Когато лесникът преминава, след него се вдига вятър, който замита следите му. По това лесникът напомня елфите от шведския фолклор.
Лесникът може да се яви на човек в различни образи, но най-често се случва да се престори на немощен старик, върколак или космато чудовище с козя брада, рога и копита, с което напомня древногръцкия Пан и сатирите. Когато е облечен, дрехите му са обърнати наопаки. В гората изглежда като гигант, а главата му достига върховете на дърветата, а на поляните е малко по-висок от тревата. Да обърква хората и да ги заблуждава в гората е обичайна шега на този горски дух. Ако това се случи, човек може да се загуби посред бял ден. За защита от него, пътникът може да облече дрехите си наопаки, да размени лявата с дясната си обувка, да се върне по пътя, от който е дошъл, да уважава гората и Лесника и да не изнася природни ресурси от мястото, освен ако не са крайно необходими.